# Чонщев
Чонщев (пол. Cząszczew, нім. Hirschwalde) — село в Польщі, у гміні Яроцин Яроцинського повіту Великопольського воєводства.
Населення — 195 осіб (2011).
У 1975-1998 роках село належало до Каліського воєводства.

## Демографія
Демографічна структура станом на 31 березня 2011 року:
|          | Загалом | Допрацездатний вік | Працездатний вік | Постпрацездатний вік |
| -------- | ------- | ------------------ | ---------------- | -------------------- |
| Чоловіки | 110     | 32                 | 69               | 9                    |
| Жінки    | 85      | 19                 | 51               | 15                   |
| Разом    | 195     | 51                 | 120              | 24                   |